# 山下歩

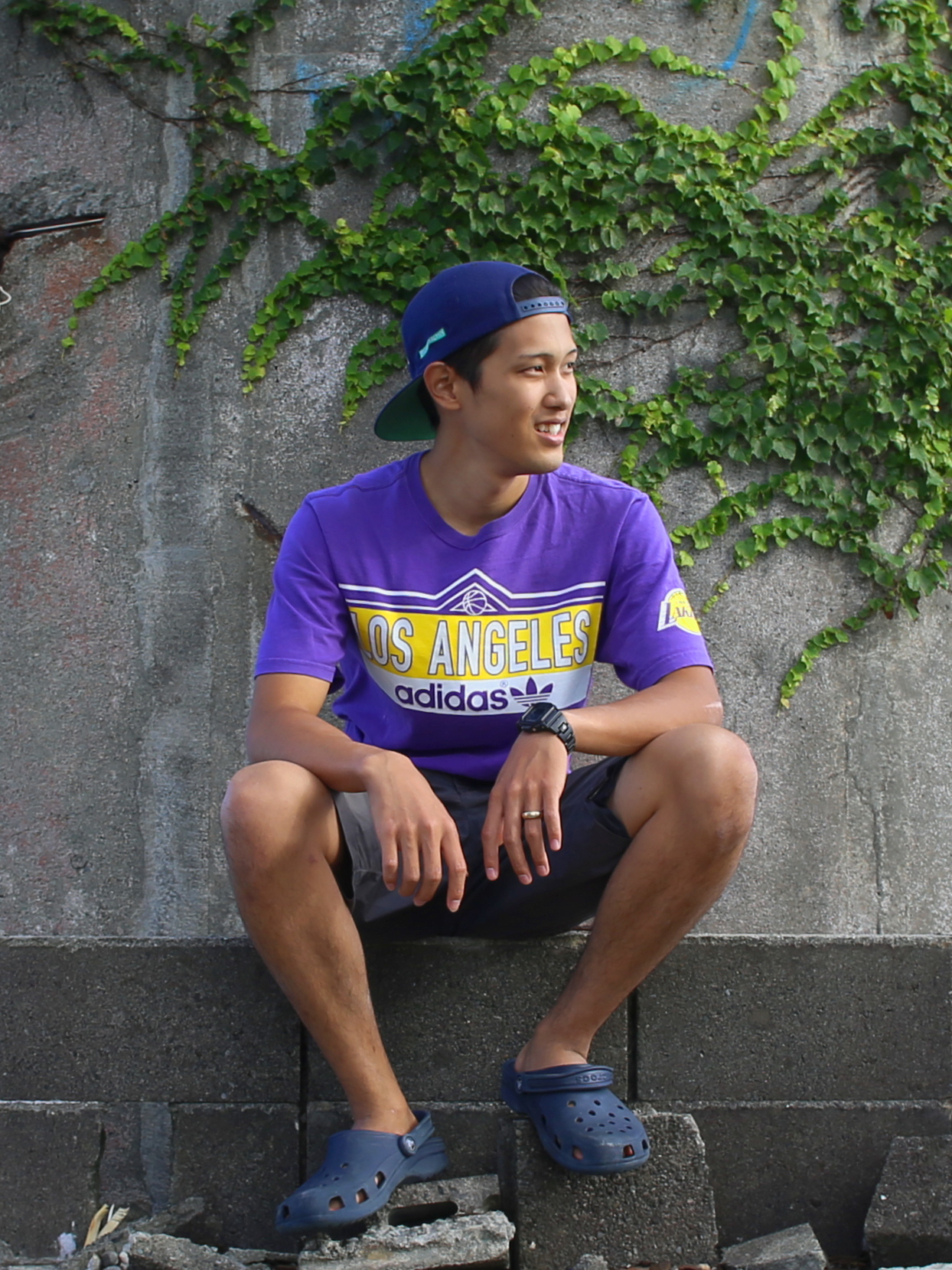
2015年日本一周時

山下 歩（ヤマシタ アユム、1992年8月22日 - ）は日本のミュージシャン・ビデオグラファー。日本国内でYouTubeなどのSNSを中心に活動している。青山学院大学英米文学科卒業。楽曲制作（作詞作曲・訳詞・編曲）や映像作品などを手がけている。鳥取県鳥取市出身。

## 人物
インターネット上で話題性のあるコンテンツを定期的に制作・配信。様々なSNSを利用する事で人との繋がりを大切にしていきたいという思いのもと、動画を発信し若い世代を中心とした視聴者のハートにメッセージを届けている。マクドナルドのドライブスルーで弾き語りをしながら注文をする動画や自身のあごを人に見立てて歌うというユーモア溢れる「あご人間」の動画も話題に。更には邦・洋楽問わずカバーをする事を始め、メドレーや邦楽と洋楽のマッシュアップ等も人気の動画となる。そして「田舎の唄」では、Facebook再生回数200万回を越えTwitterでもリツイートが8万回を超えとメディアでも大きく取り上げられ話題となった。他にも流行語をつなぎ合わせて曲を作ったり、結婚式で子供達と作詞作曲した歌をサプライズで披露することなどにも挑戦。常に自身のやりたいことを有言実行し、発信し続けている。

## 作品
| 種類           | 年月       | タイトル                                          |
| -------------- | ---------- | ------------------------------------------------- |
| オリジナル     | 2010年12月 | 8183.05km                                         |
| オリジナル     | 2014年7月  | I'm Lovin' It!!                                   |
| オリジナル     | 2015年1月  | 2014流行語ソング                                  |
| オリジナル     | 2015年5月  | 結婚おめでとう！〜小さな4人から大きなサプライズ〜 |
| マッシュアップ | 2015年6月  | 山の手線マッシュアップ〜代々木編〜                |
| オリジナル     | 2015年7月  | 田舎の唄                                          |
| マッシュアップ | 2015年11月 | ファミマッシュ                                    |
| カバー         | 2015年11月 | 赤とんぼ                                          |
| オリジナル     | 2015年12月 | 2015流行語ソング                                  |

## 来歴
- 2009年2月 - 高校2年次に単身オーストラリアへ交換留学
- 2010年8月 - 閃光ライオット2010に出場。ファイナリストとして川口春奈賞受賞
- 2010年11月 - 歌のあるガムプロジェクト2010ファイナル出場
- 2011年4月 - 青山学院大学へ入学
- 2013年7月 - FacebookやYouTubeを中心にミュージックビデオの制作をスタート
- 2014年7月 - マクドナルドのドライブスルーで歌って注文する動画がネット上で話題になる
- 2014年11月 - テイラー・スイフトの「We Are Never Ever Getting Back Together」を日本語カバーした動画が話題になる
- 2015年7月 - オリジナル楽曲『田舎の唄』を公開
- 2015年10月 - whiteeeenのシングル「あの頃〜ジンジンバオヂュオニー〜」の訳詞を担当
- 2015年11月 - 全都道府県の夕景を背景に撮影した童謡「赤とんぼ」を公開
- 2016年2月 - 第10回GATSBY学生CM大賞にて「マンダム賞」受賞
- 2016年11月 - 活動拠点を地元、鳥取県に移す。